# بيتي سوان
بيتي سوان (بالإنجليزية: Bettye Swann)‏ هي مغنية مؤلفة وملحنة أمريكية، ولدت في 24 أكتوبر 1944 في شريفبورت في الولايات المتحدة.

## وصلات خارجية
- بيتي سوان على موقع IMDb (الإنجليزية)
- بيتي سوان على موقع ميوزك برينز (الإنجليزية)
- بيتي سوان على موقع أول ميوزيك (الإنجليزية)
- بيتي سوان على موقع ديسكوغز (الإنجليزية)